# Operación Reconquista (1976)
Operación Reconquista fue el nombre dado por los Servicio Central de Documentación de España a una operación planeada principalmente por José Arturo Márquez de Prado (delegado nacional de Requetés), Antonio María de Oriol (exministro franquista de pensamiento tradicionalista y en aquel momento presidente del Consejo de Estado) y el general Campano (entonces director general de la Guardia Civil y excombatiente requeté) para recuperar la romería de Montejurra de mayo de 1976 para el carlismo tradicionalista abanderado por Sixto Enrique de Borbón, ante lo que consideraban una «usurpación» del acto por la «extrema izquierda».

## Antecedentes
El carlismo había participado activamente en la conspiración contra la Segunda República y en la guerra civil española dentro del bando nacional, siendo decisiva la actuación de los requetés. Durante el franquismo Javier de Borbón-Parma encabezaba la facción carlista más numerosa. Su hijo Carlos Hugo intentó en un principio atraerse las simpatías de Franco y del Movimiento Nacional. Al fracasar y ser expulsado de España en 1968, cambió radicalmente de estrategia y la organización liderada por él se convirtió en promotor de un talante izquierdista con un ideario socialista autogestionario, lo que hizo que la mayoría de los carlistas se apartaran de él. Por su parte, su hermano menor Sixto de Borbón, quiso liderar a los carlistas opuestos al «neocarlismo» de su hermano, y fue postulado como sucesor por un sector partidario de continuar con las tesis tradicionalistas. Los carlohuguistas, por su parte, lo acusaban de tener simpatías franquistas y de estar en contacto con la extrema derecha europea.
El Partido Carlista dirigido por Carlos Hugo era entonces miembro de la Coordinación Democrática, más conocida como la Platajunta. En 1975 su sección vasca, el Partido Carlista de Euskadi colaboraba con las fuerzas de izquierda para dialogar sobre la necesidad de «una unidad nacional y antifascista» y exigiendo el fin de la dictadura y el «derecho de autodeterminación de Euskadi». Las formaciones que integraban esta alianza, además del Partido Carlista, eran CECO, CONE, ETA (ramas militar y político-militar), EAS, LAB, LAIA, ICR, ETA VI, ORT, PCE, PSOE, PTE, UGT, USO y MCE. Ante la convocatoria de una concentración en Montejurra con la participación estos grupos, el denominado búnker franquista, con Oriol a la cabeza, pretendió actuar para anular un acto multitudinario de la oposición izquierdista al régimen.

## La operación
La operación Reconquista se gestó y montó en el despacho del director general de la Guardia Civil, el general Ángel Campano. Se reunieron en varias ocasiones José Arturo Márquez de Prado, jefe del carlismo sixtino, el general Campano y el general Salvador Bujanda, subdirector general de la Guardia Civil. El plan contaba con la colaboración del SECED, los servicios secretos creados por el almirante Carrero Blanco y dependientes de Presidencia del Gobierno. De acuerdo con el testimonio del general José Antonio Sáenz de Santa María, entonces jefe del Estado Mayor de la Guardia Civil, Campano le manifestó que el plan era conocido y aprobado por el ministro de gobernación Manuel Fraga y por el presidente Arias Navarro.
En el plan se aportaría la infraestructura necesaria para llevar a cabo los que serían los Sucesos de Montejurra, incluyendo guardias civiles vestidos con el atuendo carlista, armamento, radioteléfonos y dinero.
A partir de este momento, según afirmó el general José Antonio Sáenz de Santa María, la participación de mercenarios en organizaciones parapoliciales, como el Batallón Vasco Español (BVE), Guerrilleros de Cristo Rey o Antiterrorismo ETA (ATE), organizadas por el SECED o por elementos policiales, se hizo habitual.